# Instituto Británico de Diseño de Interiores
El Instituto Británico de Diseño de Interiores (BIID) es la organización profesional de uso comercial y residencial de diseñadores de interiores en Gran Bretaña.

## Establecimiento
Fundada en 1965 como Interior Decorators y la Asociación de Diseñadores, que se fusionó en 2002 con el departamento británico de la International Interior Design Association convirtiéndose en el British Interior Design Association. En 2009, el Secretario de Estado concedió Instituto estado, el único órgano diseño interior tan honrado, y se convirtió en el British Institute of Interior Design. En 2013 se subsume la Asociación de Diseño Interior, una asociación comercial que representa a los diseñadores de interiores que trabajan en el sector comercial. Es la sociedad más antigua que representa exclusivamente a los diseñadores de interiores.

## Propiedad
El Instituto es propiedad de sus miembros, que se rigen por un Consejo elegido anualmente por éstos y es una organización sin fines de lucro. El desarrollo profesional continuo es considerado muy importante y discusiones ya han empezado con los educadores interiores para que su difusión se extiende hacia adelante.

## Conducta
El BIID tiene como objetivo promover el profesionalismo en el diseño de interiores y con este fin se ha publicado conjuntamente con el Royal Institute of British Architects (RIBA) la primera forma estándar de la designación del diseñador,  ID / 05  (recientemente actualizada a medida que  ID / 10 ), que se ha convertido en el estándar de la industria. El Instituto también ha patrocinado la publicación de  "The BIID Interior Design Job Book"(también con el RIBA), el primer libro que establece los procedimientos para la gestión de un proyecto de diseño de interiores.
Los miembros están obligados a firmar un Código de Conducta y continuar su desarrollo profesional en toda su carrera, dando así la confianza de los clientes potenciales en sus capacidades y la integridad profesional. El sitio web del BIID permite a los miembros mostrar imágenes de su trabajo, lo que da una idea de la profesión del diseño interior para los clientes potenciales.

## Asociaciones
El BIID es el único órgano de diseño de interior que es miembro de la Construction Industry Council que se encarga de las organizaciones profesionales en construcción. También es un UK Trade & Investment (UKTI) Diseño Partner, el órgano gubernamental promoción de los servicios británicos en el extranjero y un miembro de la The_International_Federation_of_Interior_Architects / Diseñadores | Federación Internacional de interiores Arquitectos / Diseñadores, el órgano que agrupa a diseñadores de interiores de todo el mundo. También es miembro de la Fundación para la Ciencia y Tecnología, un cuerpo que proporciona una plataforma para el debate de la política temas que tienen un la ciencia, ingeniería o tecnología del elemento.